# Ehsanul Haque Babu
Ehsanul Haque Babu ist ein Filmproduzent aus Bangladesch. Er ist ausführender Produzent des Films „Rehana Maryam Noor“, dem geschichtsträchtigen ersten Film aus Bangladesch, der 2021 an der offiziellen Auswahl der Filmfestspiele von Cannes teilnahm. Es war auch Bangladeschs Einreichung bei den Oscars und gewann mehrere Auszeichnungen auf internationalen Filmfestivals. Er ist Produzent des Films Live From Dhaka, der 2016 beim Singapore International Film Festival mit dem Preis für die beste Regie und den besten Schauspieler ausgezeichnet wurde.

## Karriere
Ehsanul Haque Babu ist Produzent und Partner bei Metro Video, der Filmproduktionsfirma, die Rehana Maryam Noor produziert hat. Er ist außerdem Produzent und Partner bei Crossroad Pictures, das sich seit 2016 auf die Produktion von TV-Werbespots spezialisiert hat. Bisher wurden über Hunderte von TV- und Social-Media-Werbungen produziert.

## Mitgliedschaft
Er ist Mitglied der Bangladesh Film Producers Distributors Association und der Bangladesh Association of Advertising Producers.

## Auszeichnungen
Sein Film „Live From Dhaka“ wurde beim Meril - Prothom Alo Award 2019 als bester Film ausgewählt.